# Poche du noir

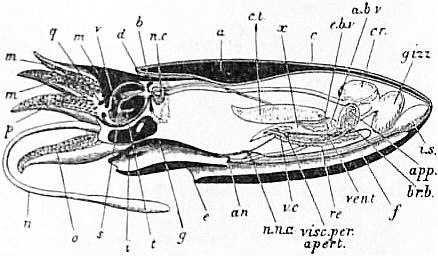
Coupe longitudinale d'un céphalopode. Position de la poche du noir (légende : en i.s. en anglais, an. anus).

La poche du noir est l'organe permettant à nombre de céphalopodes d'expulser en petits jets de l'encre par un orifice intestinal proche de leur anus. Ce comportement leur permet de faire diversion en cas de danger et de fuir leur prédateur.
Cette poche comprend deux parties, l'une, glandulaire, produisant un pigment, la mélanine, l'autre servant de réservoir pour ce pigment noir qui, mélangé au mucus, forme l'encre. Les céphalopodes expulsent cette encre à volonté en nuage compact pour désemparer son agresseur et masquer une manœuvre de fuite. Ce nuage semble dessiner la forme de l'animal et peut persister 10 minutes.